# Mellieħa
Mellieħa este un sat mare sau un oraș mic din Regiunea de Nord a Maltei. Are o populație de 10.087 din martie 2014. Mellieħa este, de asemenea, o stațiune turistică, populară pentru plajele sale de nisip și pentru mediul natural.